# Chiesa dei Santi Filippo e Giacomo (Monte Castello di Vibio)
La chiesa dei Santi Filippo e Giacomo è la parrocchiale di Monte Castello di Vibio, in provincia di Perugia e diocesi di Orvieto-Todi; fa parte dell'unità pastorale San Sabino.

## Storia
Sul luogo della moderna parrocchiale sorgeva anticamente una piccola chiesa dedicata ai santi Filippo e Giacomo, nella quale nel 1740 fu traslato da una casatorre posta in località Vinello un affresco, considerato miracoloso, raffigurante la Madonna dei Portenti, attribuito a un pittore della scuola del Perugino, forse Silla Piccinini.
Nel 1839 il luogo di culto, ormai inadeguato, fu demolito in vista della sua ricostruzione; l'immagine della Madonna fu temporaneamente collocata nella vicina chiesa di Santa Illuminata, che assunse provvisoriamente il titolo di parrocchiale, fino al 1851, quando furono completati i lavori di riedificazione in stile neoclassico del tempio principale, su finanziamento dei papi Gregorio XVI e Pio IX; nel nuovo edificio, all'interno di un'edicola, fu inoltre riposizionato l'antico venerato affresco.
Nel 1932, grazie all'interessamento del vescovo di Todi Luigi Zaffarami, la chiesa fu dotata di una nuova facciata.
Nel 1958 il tempio fu sottoposto a una serie di lavori, che interessarono il tetto, il pavimento interno e il presbiterio.
Intorno al 1970 la chiesa venne interessata all'adeguamento liturgico secondo le norme postconciliari, con l'aggiunta dell'ambone e del nuovo altare rivolto verso l'assemblea.

## Descrizione

### Esterno
La facciata a salienti in pietra della chiesa, rivolta a sudovest, si compone di tre corpi: la parte centrale, coronata dal timpano di forma triangolare, presenta il portale maggiore architravato e un'ampia finestra a lunetta, mentre le due ali laterali sono caratterizzate dagli ingressi secondari e da due lapidi con iscrizioni.

### Interno
L'interno dell'edificio è suddiviso in tre navate da colonne terminanti con capitelli d'ordine ionico, sopra i quali corre la cornice modanata e aggettante su cui si imposta la volta a botte; al termine dell'aula si sviluppa il presbiterio, rialzato di alcuni gradini, ospitante l'altare maggiore e chiuso dall'abside di forma semicircolare.